# Egzarchat apostolski Harbinu
Egzarchat apostolski Harbinu (łac. Exarchatus Apostolicus Harbinensis, chiń. 哈尔滨东方天主教会特别区, rus. Апостольский экзархат Харбина) – rosyjskokatolicki egzarchat apostolski ze stolicą w Harbinie, w prowincji Heilongjiang, w Chińskiej Republice Ludowej. Jest to jedyna jednostka administracyjna katolickich Kościół wschodnich w Chinach (wliczając również Tajwan).

## Historia
20 maja 1928, za pontyfikatu papieża Piusa XI, decyzją Papieskiej Komisji ds. Rosji wyrażoną w dekrecie Fidelium Russorum, erygowano egzarchat apostolski Harbinu. Główną rolę w egzarchacie odgrywali jezuici i marianie.
Wbrew nazwie nie była to wspólnota etnicznie rosyjska. Należeli do niej wszyscy katolicy wschodni, głównie używający rytu bizantyjskiego. Oprócz duszpasterstwa egzarchat prowadził także działalność szkolną, na czele z otwartym w 1929 Liceum Świętego Mikołaja w Harbinie, dostępnym również dla młodzieży prawosławnej. Placówka ta była wzorowana na przedrewolucyjnych szkołach rosyjskich i dbała o zapewnienie wykształcenie dzieciom licznej społeczności Rosjan, którzy uciekli przed rewolucją październikową do Harbinu.
Od zwycięstwa komunistów w chińskiej wojnie domowej w 1949 egzarchat apostolski, podobnie jak cały prześladowany Kościół katolicki w Chinach, nie może normalnie działać. Duchowni egzarchatu zostali aresztowani przez komunistów. Część z nich została wydana w ręce sowietów i trafiła do łagrów. Pozostałych wydalono do krajów zachodnich. Od tego czasu egzarchat nie prowadzi oficjalnej działalności. Brak informacji o ewentualnym istnieniu wspólnoty podziemnej.

## Egzarchowie apostolscy
- o. Fabian Abrantowicz MIC (1928–1939)
- o. Andrzej Cikoto MIC (1939–1953)
- sede vacante (1953 – nadal)